# Bernardo Aroz Ruiz
Bernardo Aroz Ruiz (Ágreda, 26 de octubre de 1877 - Tarazona, 31 de enero de 1962) fue una relevante personalidad eclesiástica española de la Iglesia católica, vicario general de la Diócesis de Tarazona (Aragón) y deán de su Catedral. 

## Reseña biográfica
Cursó los estudios de la carrera eclesiástica en el Seminario Diocesano de Tarazona, siempre con las máximas calificaciones, obteniendo la licenciatura en Teología y en Derecho Canónico, su ordenación sacerdotal tuvo lugar el año 1901. Fue profesor del Seminario Diocesano de 1898 a 1907. En esta fecha fue designado para la Santa Iglesia Catedral, en 1913 fue nombrado Canónigo de la misma por oposición y Deán en 1949. Fiscal general del Obispado desde 1905, fue nombrado provisor y vicario general de la Diócesis en el año 1945, cargo que desempeñó hasta su muerte. 
Además de estos, tuvo otros importantes cargos a lo largo de su vida, entre ellos Juez de Concursos y Examinador Pro-sinodal. También ejerció otros de índole más pastoral, como confesor de varias comunidades religiosas, director de diversas asociaciones o consiliario de Acción Católica. 
El 7 de junio de 1947, concelebró con el Arzobispo de Zaragoza Don Rigoberto Domenech y Valls en Ágreda, la Coronación Canónica de Nuestra Señora de los Milagros, patrona de la Villa.
Fue un trabajador incansable, un hombre piadoso y lleno de celo pastoral hasta el final de su vida, así aun en su avanzada edad se le podía encontrar en el confesionario desde las primeras horas de la mañana. 
En la prensa que informó de su muerte se pudo leer “fue un sacerdote ejemplar, consejero acertado y de preclara inteligencia, estuvo siempre al servicio de la Iglesia que, reconociendo sus valiosas condiciones, supo colocarlo en puestos de responsabilidad donde tanto, como su competencia, se puso de relieve una auténtica humildad y un sincero espíritu de trabajo”. Falleció en Tarazona el 31 de enero de 1962 y fue sepultado en el panteón familiar en Ágreda.